# Венгельельвен
Венгельельвен (швед. Vängelälven) — річка у центральній частині Швеції, права притока річки Ф'єлльшеельвен. Довжина — 32 км. Утворюється внаслідок біфуркації річки Факсельвен, відходячи від неї у лівому напрямку. Витоком Венгельельвен є озеро Споршен (швед. Sporrsjön). Річка проходить через кілька озер, її річище у деяких ділянках порожисте.